# Ora Black Cat
Ora R1 – elektryczny samochód osobowy klasy miejskiej produkowany pod chińską marką Ora w latach 2019–2020 oraz jako Ora Black Cat w latach 2020–2022.

## Historia i opis modelu

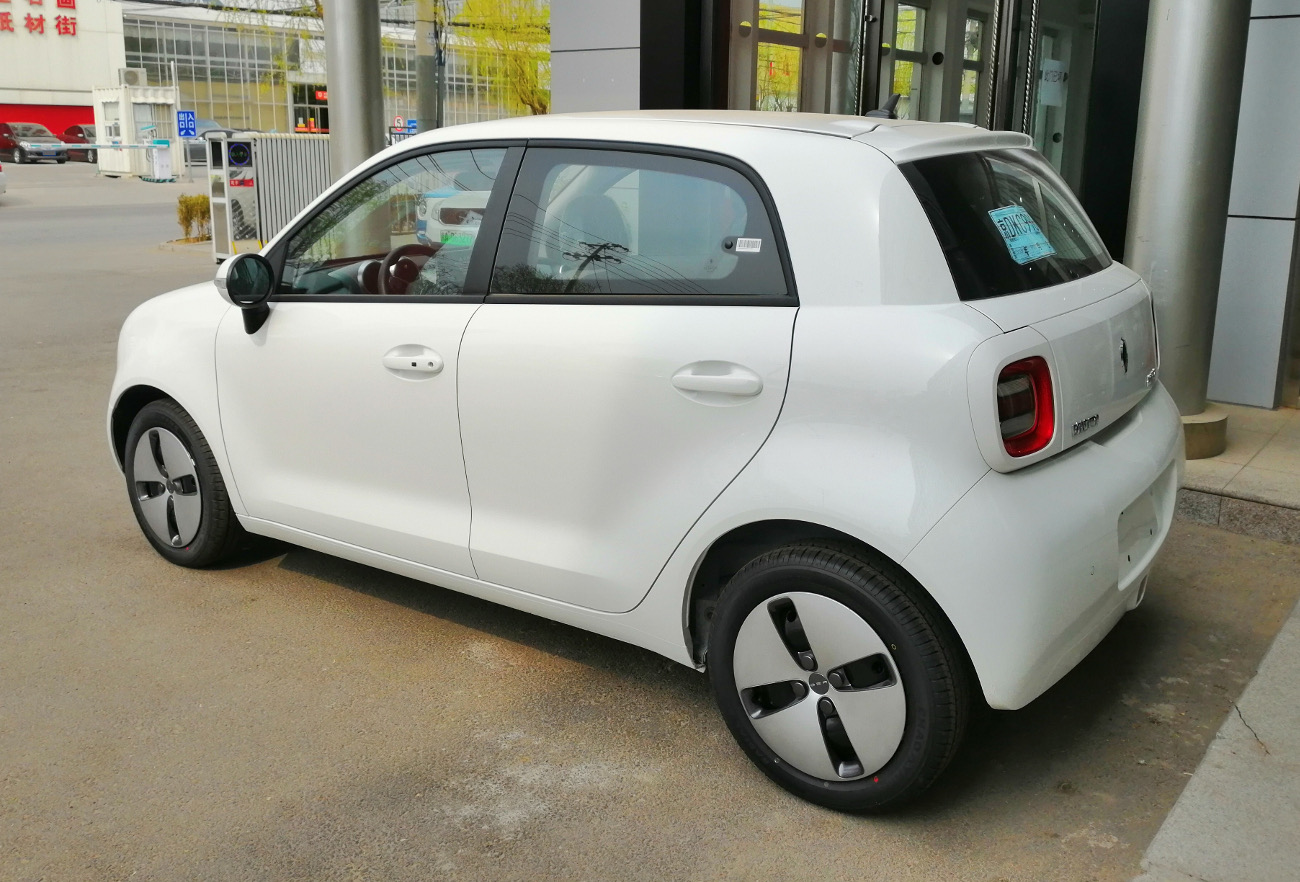
Ora R1 - tył

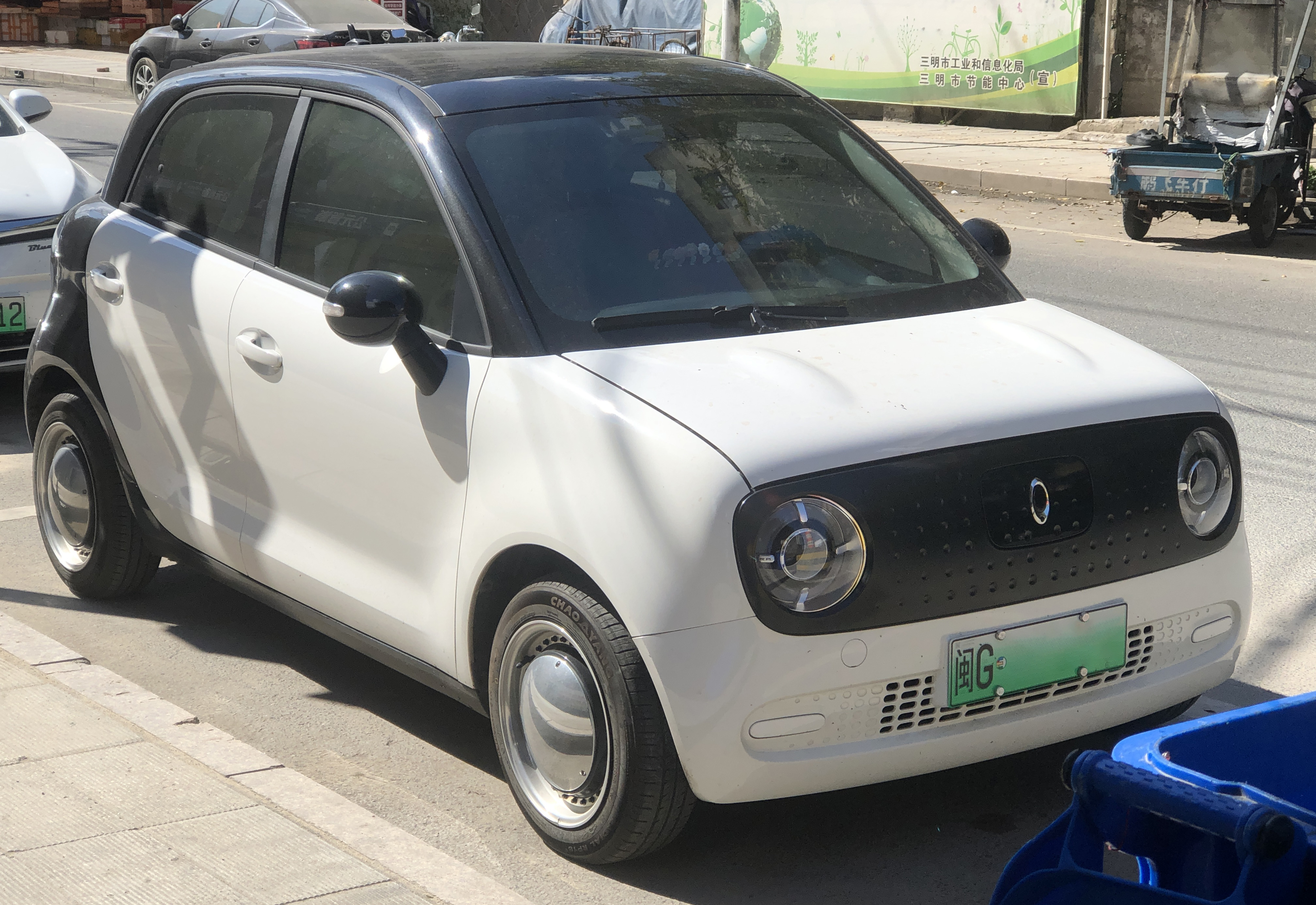
spersonalizowana Ora R1

W styczniu 2019 roku nowo powstała marka Ora przedstawiła swój drugi samochód pod postacią niewielkiego, miejskiego 5-drzwiowego hatchbacka o napędzie elektrycznym. Samochód utrzymano w awangardowej stylistyce łączącej dwubarwne malowanie nadwozia, z charakterystycznymi owalnymi obwódkami zdobiącymi przednią i tylną część nadwozia.
Kabina pasażerska utrzymana została w minimalistycznym wzornictwie. Kokpit zdobią potrójne nawiewy z umieszczonym nad nim ekranem dotykowym pozwalającym na sterowanie systemem multimedialnym, radiem i klimatyzacją, za to niżej umieszczono przełącznik trybów jazdy.
Wygląd zewnętrzny Ory R1, na czele z kształtem bryły nadwozia, kształtu drzwi i ogólnych proporcji wywołał kontrowersje zarówno w polskich, jak i anglojęzycznych mediach motoryzacyjnych. Pojawiły się zarzuty skopiowania wyglądu niespokrewnionej konstrukcji marki Smart - modelu Forfour.
W lipcu 2020 Ora wdrożyła nową politykę nazewniczą, w ramach której samochód po roku obecności rynkowej zmienił nazwę na Ora Black Cat.

### Sprzedaż
W 2019 roku Ora R1 trafiła do sprzedaży z przeznaczeniem dla wewnętrznego rynku chińskiego. Z ceną 59 800 juanów (ok. 33 tys. złotych) w Chinach za podstawowy egzemplarz, Ora R1 została uznana w 2019 roku najtańszym samochodem elektrycznym na świecie. Producent planował też rozpoczęcie sprzedaży na rynku europejskim, jednak nie spotkało się to z realizacją. Produkcja samochodu dobiegła końca w lutym 2022 z powodu braku dalszej opłacalności produkcji modelu. Powodowała ona, że pomimo dużej popularności Ora traciła w ostatnich miesiącach na każdej sprzedanej sztuce.

### Dane techniczne
Układ elektryczny w Orze R1 składa się z baterii o pojemności 35 kWh, rozwijając moc 48 KM. Prędkość maksymalna pojazdu wynosi 102 km/h i 125 Nm maksymalnego momentu obrotowego, z kolei zasięg według chińskiej normy pomiarowej NEDC wynosi 301 kilometrów.